# Emmanuel de Waresquiel
Emmanuel de Waresquiel, né à Paris le 21 novembre 1957 est un historien, auteur, éditeur et académicien français. Ingénieur de recherche à l'École pratique des hautes études de 1999 à 2024, il s’est spécialisé dans les périodes de la Révolution, de l’Empire, et des monarchies constitutionnelles françaises.

## Biographie

### Famille
Emmanuel de Waresquiel est issu par son père d’une famille originaire de Flandre, anoblie par la charge de secrétaire du roi de 1681 à 1715. Il indique descendre, toujours par son père, de Madame de Staël et d'Helvétius. Sa mère est issue de la famille Thomas de Pange et Choiseul-Praslin.
Par sa famille, il est propriétaire du château de Poligné à Forcé en Mayenne.

### Formation
Il grandit en Mayenne, près de Laval, et fait ses études secondaires au lycée privé de Vannes tenu par les jésuites.
Après des classes préparatoires littéraires aux lycées David-d'Angers (hypokhâgne, 1977) et Henri-IV (khâgne, 1979), il est admis en 1979 à l'École normale supérieure de Saint-Cloud, section sciences humaines. Sous la direction de Jean Tulard, il prépare successivement à l'université Paris-Sorbonne une maîtrise (1981), un diplôme d'études approfondies (1985) et enfin une thèse en histoire intitulée La chambre des pairs héréditaire de la Restauration – débat idéologique et pratique politique, 1814-1831, qu'il soutient en 1996.

### Carrière d’éditeur
De 1986 à 2009, Emmanuel de Waresquiel est éditeur aux éditions Perrin et Tallandier, où il dirige plusieurs collections ; il assure également la direction de dictionnaires collectifs publiés par les éditions Larousse.

### Universitaire
En 1999, il est recruté à l'École pratique des hautes études en tant qu'ingénieur de recherche et affecté au laboratoire Histara. En 2004, il obtient une habilitation à diriger des recherches avec un dossier intitulé Comprendre la Restauration. Le débat socio-politique des élites. Idées et représentations.
Il se spécialise dans l’histoire de la France du XIXe siècle et plus généralement dans l’histoire des représentations de la Révolution française au début du XIXe siècle. Il a ainsi publié une soixantaine d’articles scientifiques et une vingtaine d’ouvrages et notamment des biographies (sur le duc de Richelieu, Talleyrand, Fouché, Marie-Antoinette, Félicie de Fauveau, Jeanne du Barry).
Dans ses recherches, il analyse les rapports de l'histoire avec la mémoire et travaille sur les évolutions comme sur les déformations, dans le temps, des discours (textes et images). Il a conduit sur ces questions plusieurs séminaires à l'École pratique des hautes études : sur les images et les mémoires du pouvoir dans l'espace public, sur ses représentations et ses légitimités, sur les formes de sa contestation (barricades, manifestations). Il a publié en 2024  un ouvrage consacré aux  mythes de la révolution, leurs formations et leurs évolutions de mémoires (Il nous fallait des mythes. La révolution et ses imaginaires de 1789 à nos jours)
Il a publié par ailleurs des essais littéraires sur les écrivains et la mort (Entre deux rives), sur Stendhal (J'ai tant vu le soleil), des chroniques (Le temps de s'en apercevoir, prix des Deux Magots 2019) et des souvenirs (Voyage autour de mon enfance, prix Jean d'Ormesson 2022)

### Autres activités
Il a co-dirigé la Revue de la Société d'histoire de la Restauration et des Monarchies constitutionnelles (1787-1996). Il est membre des comités de rédaction de la revue Commentaire et de la Revue des Deux mondes, de la revue en ligne Napoleonica publiée par la Fondation Napoléon, membre de la commission d'avances sur recettes du cinéma au CNC de 1999 à 2001, membre du conseil scientifique des Rendez-vous de l'histoire de Blois de 2005 à 2012. Il a été nommé en 2010 membre du comité scientifique du projet de Maison de l'Histoire de France jusqu’en 2012. Il a été chargé en 2011 de la rédaction d'un rapport scientifique au CMN (Centre des monuments nationaux) sur l'aménagement muséographique des sites de la Sainte-Chapelle et de la Conciergerie. Il publie régulièrement des chroniques dans La Croix (2019-2021) et dans Historia (depuis 2017)
Il est membre de l'Académie du Maine, de l'Académie littéraire de Bretagne et des Pays de la Loire et de l'Académie des sciences morales, des lettres et des arts de Versailles et d'Île-de-France.
Le 5 mai 2025, il devient membre de l'Institut de France, suite à son élection à l'Académie des Sciences Morales et Politiques, dans la section Histoire et Géographie, au fauteuil IV précédemment occupé par Emmanuel Le Roy Ladurie.

## Publications

### Ouvrages
- Le Duc de Richelieu, 1766-1822, Perrin, 1990  (ISBN 2262007578), rééd. 2009 1991 : grand prix Gobert de l'Académie française.
- Brèves machineries du silence, Le Cherche-midi, 1995  (ISBN 2862744034)
- Histoire de la Restauration, 1814-1830 (avec B. Yvert), Perrin, 1999  (ISBN 2262019010 et 2262009120) ; rééd. Perrin,coll. « Tempus », 2002
- Talleyrand : le prince immobile, Fayard, 2003, nouvelle édition augmentée, Fayard, 2006  (ISBN 2213630933 et 2213613265) ; rééd. poche, Tallandier, coll. « Texto », 2015 2004 : prix Thiers de l'Académie française et grand prix de la Fondation Napoléon. 
 2011 : prix du Guesclin
- L'Histoire à rebrousse-poil, Fayard, 2005  (ISBN 2213625328) ; rééd. poche, Tallandier, coll. « Texto », 2014
- Un groupe d'hommes considérables : Les pairs de France et la Chambre des pairs héréditaire de la Restauration 1814-1831 (thèse), Fayard, 2006  (ISBN 2213628394)
- Les Cent-Jours : la tentation de l'impossible, mars-juillet 1815, Fayard, 2008  (ISBN 978-2213621586) ; rééd. poche, Tallandier,coll. « Texto », 2014 2009 : prix Chateaubriand.
 2009 : prix des écrivains combattants
- Une femme en exil : Félicie de Fauveau, artiste, amoureuse et rebelle, Robert Laffont, 2010 ; rééd. poche sous le titre Portrait d'une artiste romantique, Robert Laffont, coll. « Documento », 2013
- Talleyrand : dernières nouvelles du diable, éditions du CNRS, 2011 Élu meilleure biographie de l’année 2003 par le magazine Le Point 
 2012 : prix des Ambassadeurs.
- Entre deux rives. Dix écrivains devant la mort, L'Iconoclaste, 2012  (ISBN 978-2-913366-47-3) ; rééd. poche sous le titre Fins de partie, éditions du CNRS, coll. « Biblis », 2016
- Fouché : les silences de la pieuvre, Tallandier/Fayard, 2014  (ISBN 9782847347807) Élu meilleure biographie pour l'année 2014 par le magazine Lire.
Prix Essai France Télévision, mars 2015.
Prix du Mémorial, grand prix littéraire d'Ajaccio, 2015. 
 Prix d’histoire André Castelot 2015.
- C'est la Révolution qui continue ! La Restauration, 1814-1830, Tallandier, 2015, 430 p. ; rééd poche sous le titre Penser la Restauration 1814-1830, Tallandier, coll. « Texto », 2020
- Juger la reine. 14-15-16 octobre 1793, Tallandier, 2016, 368 p. ; rééd poche sous le titre Les Derniers jours de Marie-Antoinette, Tallandier, coll. « Texto », 2021 Prix Combourg 2017
 Prix Brantôme 2017.
- Fouché. Dossiers secrets, Tallandier, 2017, 320 p.
- Le Temps de s'en apercevoir, L'Iconoclaste, 2018, 250 p. 2019 : prix des Deux Magots et prix Marianne
- J'ai tant vu le soleil, Gallimard, 2020
- Sept jours : 17-23 juin 1789. La France entre en révolution, Tallandier, 2020  (ISBN 979-1021029491) 2021 : prix Jules Michelet
- Tout est calme, seules les imaginations travaillent, Tallandier, 2021
- Voyage autour de mon enfance, Tallandier, 2022, sélection du prix Marcel Pagnol 2022[15] 2022 : Prix Jean d'Ormesson.
- Jeanne du Barry. Une ambition au féminin, Tallandier, 2023, élu parmi les 30 meilleurs livres de l'année 2023 par Le Point[16]
- Il nous fallait des mythes : La Révolution et ses imaginaires de 1789 à nos jours, Tallandier, 2024, Prix Essai des Ecrivains du Sud 2025
- Rien ne passe, tout s'oublie, Tallandier, 2025

### Édition de textes
- Mémoires de Boni de Castellane (1867-1932), Perrin, 1986 ; rééd. poche coll. « Texto », 2015
- Lettres d'un lion : correspondance inédite du général Mouton, comte de Lobau (1812-1815), Nouveau Monde éditions, 2005  (ISBN 2847360883)
- Mémoires et correspondances du prince de Talleyrand (édition intégrale), Robert Laffont,coll. « Bouquins », 2007

### Direction d'ouvrages collectifs
- Le Siècle rebelle. Dictionnaire de la contestation au XXe siècle, Larousse, 1999 ; rééd. Larousse coll. « In Extenso », 2004  (ISBN 2035113202 et 203505432X)
- Dictionnaire des politiques culturelles de la France de 1958 à nos jours, Larousse/éditions du CNRS, 2001
- Mémoires du Monde. Cinq siècles d'archives inédites et secrètes au quai d'Orsay, éditions de l'Iconoclaste, 2002 ; rééd. poche, 2015
- Talleyrand ou le miroir trompeur, catalogue de l'exposition « Talleyrand », musée Rolin d'Autun, Somogy, 2005  (ISBN 2850569062)
- Mémoires de la France. Deux siècles de trésors inédits et secrets à l'Assemblée nationale, L'Iconoclaste, 2006
- Les Lys et la République. Henri, comte de Chambord, actes du colloque Chambord, Assemblée nationale, 2014, Tallandier
- Louis XVI, Marie-Antoinette et la Révolution. La famille royale aux Tuileries (1789-1792), Gallimard/Archives nationales, 2023

## Décorations
- Chevalier de la Légion d'honneur (2011)[17].
- Chevalier de l'ordre des Arts et des Lettres (2005)[18].